# Новый рассвет (фильм)
«Новый рассвет» (англ. Another Dawn) — чёрно-белая мелодрама 1937 года.

## Сюжет
Возвращаясь со службы в пустыне Сахара, полковник-британец Джон Уистер встречает прекрасную американку Джулию Эштон и, влюбившись, просит девушку стать его женой. Джулия принимает его предложение, но честно предупреждает полковника, что не в состоянии ответить на его любовь, так как её сердце навеки принадлежит её бывшему жениху-летчику, самолет которого потерпел аварию и разбился.
После свадьбы Джулия знакомится с лучшим другом Уистера, капитаном Денни Роаком, и его сестрой Грейс, которая тайно влюблена в её мужа. Через несколько недель обаятельный капитан, так похожий на её погибшего жениха, завоевывает сердце Джулии. Это чувство взаимно, и, чтобы избежать искушения, Денни собирается попросить начальство о переводе в другой гарнизон.
Догадавшись о чувствах жены, Джон с присущим ему благородством готов отпустить её, но понимает, что чувство долга не позволит Джулии покинуть его. Судьбу влюбленных решает случай. Джону и Денни поручают опасную миссию. Чтобы решить, кому садиться за штурвал самолета, они бросают жребий, и лететь выпадает Денни. Но пока он на рассвете прощается с сестрой, Джон вылетает на задание вместо него и таким образом приносит себя в жертву любви Денни и Джулии.

## Интересные факты
- Бетт Дэвис была одной из претенденток на роль Джулии Уистер.
- Съёмки картины проходили в пустыне Юма, которая расположена на территории штатов Аризона и Калифорния.

## В ролях
- Эррол Флинн — Капитан Денни Роак
- Кэй Фрэнсис — Джулия Эштон Уистер
- Иэн Хантер (актёр) — Полковник Джон Уистер
- Фрида Инескорт — Грейс Роак